# Dunvallo Molmutius
Dunvallo Molmutius (Welsh: Dyfual moel myd) was volgens de legende, zoals beschreven door Geoffrey of Monmouth, koning van Brittannië van 420 v.Chr. - 380 v.Chr.
Hij was de zoon van Cloten, de koning van Cornwall, en herstelde de orde na de Burgeroorlog der vijf koningen. Dunvallo was een afstammeling van een zijtak uit de genealogie van Brutus van Brittannië, de hoofdtak uit deze genealogie was met Porrex I's dood uitgestorven.
In het machtsvacuüm na de dood van Porrex was Dunvallo koning van Cornwall. Hij was een dapper en moedig man, en versloeg in de oorlog Pinner, de koning van Loegria. Als reactie daarop bundelden Rudaucus, koning van Cambrië en Staterius, koning van Alba (Schotland) hun krachten, en zij vernietigden een groot deel van Dunvallo's rijk. Dunvallo slaagde er met een list in de oorlog te winnen. Na een veldslag kleedde hij 600 soldaten in de wapenrusting van omgekomen vijandelijke soldaten, en slaagde erin om met dit leger ver binnen te dringen in het vijandelijk kamp, en de rivaliserende koningen te doden. Hierna konden de vijandelijke legers worden uitgeschakeld, en Dunvallo nam bezit van hun land en bezittingen.
Toen zijn rivalen waren uitgeschakeld kon Dunvallo aanspraak maken op de Britse kroon. Hij ontwierp een wetboek, de Molmutine Laws, dat nog vele eeuwen zou worden gebruikt. Hiermee maakte hij een einde aan roversbendes die het land onveilig maakten. Dunvallo regeerde in vrede en voorspoed gedurende veertig jaar. Toen hij overleed werd hij begraven in de tempel van Concorde, als eerbetoon aan zijn wetten, in Trinovantum. Na zijn dood brak opnieuw oorlog uit, tussen zijn zonen Belinus en Brennius.